# Research Group
De Research Group was een in 1967 door Vincent Van den Meersch opgerichte Belgische kunstenaarsgroep. Samen met zijn oud-leerlingen was Van den Meersch de gangmaker van een nieuwe beweging in Belgisch-Limburg die alzo aansluiting zou vinden bij het internationale kunstgebeuren. In 1972 hield de beweging op te bestaan.

## Programma
De hechte groep bestaande uit Hugo Duchateau, Jos Jans, Hélène Keil, Jan Withofs en Dré Sprankenis kenmerkte zich door een zoektocht naar vernieuwing en uiting van grote kreativiteit. In december 1967 hield de groep een gezamenlijke tentoonstelling in het Provinciaal Begijnhof te Hasselt, Belgisch-Limburg. Daarna volgden in verschillende Limburgse steden tentoonstellingen, panelgesprekken en werden gezamenlijke zeefdrukmappen uitgegeven. Sociale bewogenheid was ook een belangrijk kenmerk van de kunstgroep. Dit uitte zich door het bouwen van een muur in het Shopping Center te Genk en het maken van een environment in een bedrijf in Zonhoven.
De Researchleden vormden met nog een 7-tal jongeren "De Limburgse School" met onder andere Jan Kenis; vrij spoedig ging ieder zijn eigen weg en was van een homogene groep geen sprake meer.